# Römische Streitkräfte in Britannia

Die Provinz Britannia um 150 n. Chr.

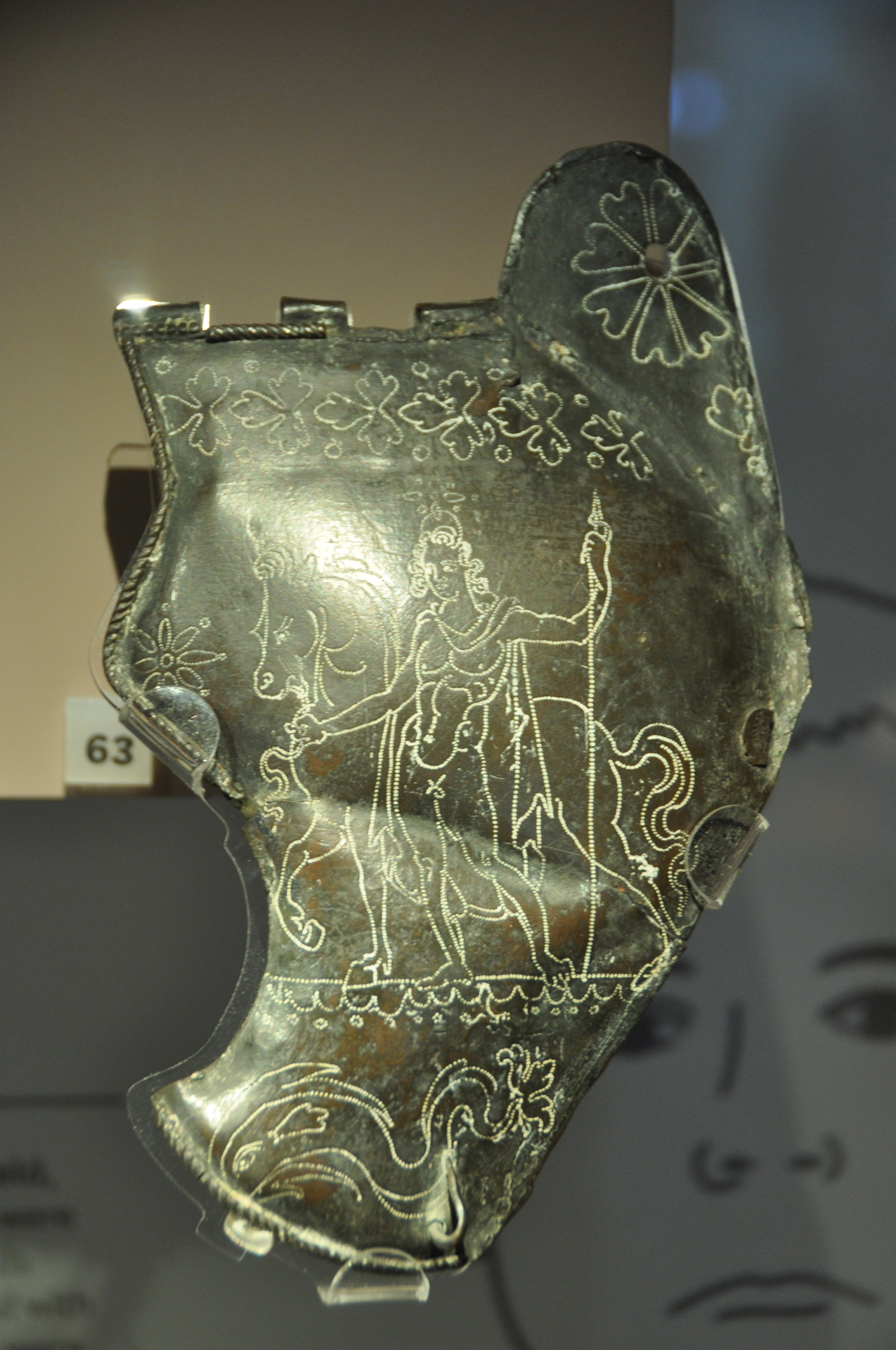
Bronzene Wangenklappe eines Kavalleriehelms, gefunden im Kastell Arbeia am Hadrianswall, Newcastle, Black Gate Museum

Die Römischen Streitkräfte in Britannia (lateinisch exercitus Britannicus) bestanden ab der Mitte des ersten Jahrhunderts n. Chr. aus den in der römischen Provinz Britannia stationierten Legionen und Auxiliartruppen sowie der Classis Britannica.

## Legionen
An der Eroberung Britanniens im Jahr 43 n. Chr. nahmen die folgenden Legionen teil:
- Legio II Augusta
- Legio VIIII Hispana
- Legio XIIII Gemina
- Legio XX Valeria Victrix

Danach waren für einen längeren Zeitraum in der Provinz Britannia stationiert:
- Legio II Augusta: Sie hatte ihr Legionslager ab 55 n. Chr. in Isca Dumnoniorum und ab 75 n. Chr. in Isca Silurum.
- Legio VI Victrix: Ab 121 n. Chr. war die Legion in Eboracum stationiert.
- Legio XX Valeria Victrix: Sie hatte ihr Legionslager zunächst in Camulodunum, danach an wechselnden Orten in Britannien.

## Auxiliartruppen
Auf Militärdiplomen aus den Jahren 98 bis 178 n. Chr. werden 14 Alae und 49 Kohorten für die Provinz aufgeführt, die aber nicht alle zur selben Zeit in der Provinz stationiert waren:
| - Ala Agrippiana Miniata - Ala II Asturum - Ala I Augusta Gallorum Proculeiana - Ala Augusta Vocontiorum - Ala Gallorum Petriana - Ala Gallorum Picentiana - Ala Gallorum Sebosiana - Ala Gallorum et Thracum Classiana - Ala I Hispanorum Asturum - Ala Hispanorum Vettonum - Ala I Pannoniorum Sabiniana - Ala I Pannoniorum Tampiana - Ala I Thracum - Ala I Tungrorum - Cohors I Aelia Classica - Cohors I Aelia Dacorum | - Cohors I Aelia Hispanorum - Cohors I Afrorum - Cohors I Alpinorum - Cohors I Aquitanorum - Cohors II Asturum - Cohors I Augusta Nerviana Germanorum - Cohors I Baetasiorum - Cohors I Batavorum - Cohors III Batavorum - Cohors IX Batavorum - Cohors III Bracaraugustanorum - Cohors IV Breucorum - Cohors I Celtiberorum - Cohors I Delmatarum - Cohors II Delmatarum - Cohors IV Delmatarum | - Cohors I Frisiavonum - Cohors II Gallorum - Cohors IV Gallorum - Cohors V Gallorum - Cohors I Hamiorum - Cohors I Hispanorum - Cohors II Hispanorum - Cohors I Lingonum - Cohors II Lingonum - Cohors III Lingonum - Cohors IV Lingonum - Cohors I Menapiorum - Cohors I Morinorum - Cohors II Nerviorum - Cohors III Nerviorum - Cohors IV Nerviorum | - Cohors VI Nerviorum - Cohors I Pannoniorum - Cohors II Pannoniorum - Cohors V Raetorum - Cohors VI Raetorum - Cohors I Sunicorum - Cohors I Thracum - Cohors II Thracum - Cohors VII Thracum - Cohors I Tungrorum - Cohors II Tungrorum - Cohors I Ulpia Traiana Cugernorum - Cohors I Vangionum - Cohors I Fida Vardullorum - Cohors II Vasconum |

## Notitia dignitatum
In der Notitia dignitatum werden für Britannien drei Heerführer angeführt, denen die in der Provinz stationierten Truppen unterstanden.

### Comes Britanniarum
Der Comes war der Oberbefehlshaber des mobilen Feldheeres (Comitatenses) in der Provinz.

### Comes litoris Saxonici per Britanniam
Der Comes war für die im Südosten (Sachsenküste) stationierten Garnisonen zuständig. Unter seinem Kommando werden folgende Einheiten (Limitanei) aufgeführt:
| - Cohors prima Baetasiorum - Equites Dalmatarum Branodunensium - Equites stablesianorum Gariannonensium | - Legio secunda Augusta - Milites Tungrecanorum - Numerus Abulcorum | - Numerus exploratorum - Numerus Fortensium - Numerus Turnacensium |

### Dux Britanniarum
Der Dux war der Oberbefehlshaber der Nordgrenze (Hadrianswall). Unter seinem Kommando werden folgende Einheiten (Limitanei) aufgeführt:
| - Ala prima Asturum - Ala secunda Asturum - Ala prima Herculea - Ala Petriana - Ala Sabiniana - Cohors prima Aelia Classica - Cohors prima Aelia Dacorum - Cohors prima Asturum - Cohors prima Batavorum - Cohors prima Cornoviorum | - Cohors secunda Dalmatarum - Cohors prima Frixagorum - Cohors quarta Gallorum - Cohors prima Hispanorum - Cohors secunda Lingonum - Cohors quarta Lingonum - Cohors prima Morinorum - Cohors tertia Nerviorum - Cohors sexta Nerviorum - Cohors secunda Thracum | - Cohors prima Tungrorum - Cuneus Sarmatarum - Equites Catafractariorum - Equites Crispianorum - Equites Dalmatarum - Legio sexta - Numerus barcariorum Tigrisiensium - Numerus defensorum - Numerus directorum - Numerus exploratorum | - Numerus Maurorum Aurelianorum - Numerus Nerviorum Dictensium - Numerus Longovicanorum - Numerus Pacensium - Numerus Solensium - Numerus supervenientium Petueriensium - Numerus vigilum |

## Classis Britannica
Die Classis Britannica war eine in Gesoriacum (Boulogne-sur-Mer) stationierte Abteilung der römischen Flotte, die vor allem den Verkehr auf dem Ärmelkanal und dem schiffbaren Teil der Themse (Tamesis) kontrollieren sollte.

## Oberkommandierende
Der Oberkommandierende des Heeres in der Provinz Britannia war der Statthalter (legatus Augusti pro praetore, da Britannien eine kaiserliche Provinz war). Im Jahre 212 oder 213 wurde die Provinz Britannia unter Kaiser Caracalla in die Provinzen Britannia inferior und Britannia superior aufgespalten.
Im Zuge der Verwaltungs- und Heeresreform unter Kaiser Diokletian wurden die Provinzen des römischen Reichs neu aufgeteilt und in zwölf Diözesen zusammengefasst (siehe Liste der römischen Provinzen ab Diokletian). Die Dioecesis Britanniae bestand aus den Provinzen Britannia prima, Britannia secunda, Flavia Caesariensis und Maxima Caesariensis. Die zivile Verwaltung wurde von der militärischen getrennt und neue Militärämter eingeführt. Bis zum Abzug der letzten regulären römischen Einheiten im Jahre 410 waren die drei in der Notitia dignitatum genannten Heerführer für die Sicherung Britanniens verantwortlich.